# Lista de bairros de Niterói

Localização de Niterói no Rio de Janeiro.

Esta é a lista de bairros da cidade de Niterói, município do estado do Rio de Janeiro. O município é dividido em 52 (cinquenta e dois) bairros. Para efeito de planejamento político-administrativo, a cidade foi organizada em 5 (cinco) Regiões de Planejamento, com base em critérios de homogeneidade em relação à paisagem, à tipologia, ao uso das edificações e ao parcelamento do solo, considerados, ainda, aspectos socioeconômicos e físicos, em especial as bacias hidrográficas. As Regiões de Planejamento são subdivididas em sub-regiões definidas por analogias físicas e urbanísticas.
Segundo o censo demográfico de 2010 do IBGE, com 459 451 da população total de Niterói, existiam 191 464 na região Praias da Baía, 156 996 na região Norte, 55 790 na região Oceânica, 49 620 na região Pendotiba e 5 581 na região Leste.

## Regiões de planejamento e bairros
| Região         | Nº de bairros | Bairros |
| -------------- | ------------- | --- |
| Praias da Baía | 17            | Bairro de Fátima • Boa Viagem • Cachoeiras • Centro • Charitas • Gragoatá • Icaraí • Ingá • Jurujuba • Morro do Estado • Pé Pequeno • Ponta d'Areia • Santa Rosa • São Domingos • São Francisco • Viradouro • Vital Brazil |
| Norte          | 12            | Baldeador • Barreto • Caramujo • Cubango • Engenhoca • Fonseca • Ilha da Conceição • Santa Bárbara • Santana • São Lourenço • Tenente Jardim • Viçoso Jardim                                                               |
| Oceânica       | 11            | Cafubá • Camboinhas • Engenho do Mato • Itacoatiara • Itaipu • Jacaré • Jardim Imbuí • Maravista • Piratininga • Santo Antônio • Serra Grande                                                                              |
| Pendotiba      | 9             | Badu • Cantagalo • Ititioca • Largo da Batalha • Maceió • Maria Paula • Matapaca • Sapê • Vila Progresso |
| Leste          | 3             | Muriqui • Rio do Ouro • Várzea das Moças |
| Total          | 52            | |